# Johannes Voigtmann
Johannes Voigtmann (* 30. September 1992 in Eisenach) ist ein deutscher Basketballspieler. Seit 2024 steht er beim FC Bayern München unter Vertrag. 2023 wurde er mit der deutschen Nationalmannschaft Weltmeister und 2022 Dritter der Europameisterschaft.

## Karriere
Voigtmanns Sportlerlaufbahn fing mit dem Fußball bei der SG Nessetal Wenigenlupnitz in seinem Heimatort an. Anschließend wechselt er die Sportart und spielte Handball beim ThSV Eisenach in seiner Geburtsstadt. Im Feriencamp des TuS Jena begann dann seine Laufbahn als Basketballspieler. Bei dieser Veranstaltung wurde der Trainer von Science City Jena, Tino Stumpf, auf den heute 2,11 m großen Voigtmann aufmerksam. Infolgedessen wechselte er ans Sportgymnasium in Jena. Seine ersten Spiele bestritt er mit der U16-Mannschaft aus Jena. Doch schon nach einem Jahr spielte Voigtmann in der U19-Bundesliga NBBL auf. Ab der Saison 2010/11 schnupperte er dann Profiluft in der Pro A mit den Science City Jena und wurde wenig später fester Bestandteil des Kaders.

### Skyliners Frankfurt
Im Jahr 2012 wechselte Voigtmann in die Basketball-Bundesliga zu den Skyliners Frankfurt, wo er zunächst einen Vertrag bis 2014 bekam. Dieser wurde später bis 2016 verlängert. Im Sommer 2014 wurde der Innenspieler zum renommierten Basketball-Camp in Treviso eingeladen, an dem einige der besten europäischen Nachwuchstalente teilnehmen. Seine gute und konstante Entwicklung wurde in der Saison 2014/2015 mit den Auszeichnungen zum „Besten deutschen Nachwuchsspieler (U23)“ und Spieler mit der besten Entwicklung („Most Improved Player (MIP))“. belohnt. 2016 gewann er mit Frankfurt den europäischen Vereinswettbewerb FIBA Europe Cup. In Bezug auf seine statistischen Werte war das Spieljahr 2014/15 Voigtmanns bestes in Frankfurt, als er in 35 Bundesliga-Einsätzen im Durchschnitt 12,2 Punkte sowie 5,9 Rebounds erzielte.

### Laboral Kutxa Vitoria
Im Juni 2016 wechselte Voigtmann gegen eine Ablösesumme im hohen fünfstelligen Bereich zum spanischen Erstligisten und Euroleague-Teilnehmer Laboral Kutxa Vitoria. 2018 wurde er mit der Mannschaft spanischer Vizemeister. Nachdem er in der ACB in seinen ersten beiden Jahren jeweils rund 8 Punkte pro Einsatz erzielte, steigerte er diesen Wert in der Saison 2018/19 leicht auf 9,3 je Begegnung. 2018/19 war zugleich das Spieljahr, in dem er mit durchschnittlich 23,4 Minuten pro Partie die meiste Einsatzzeit seiner Zeit in Vitoria erhielt. Er bestritt 100 Euroleague-Spiele für die Mannschaft und kam dabei im Durchschnitt auf 8,8 Punkte sowie 5,7 Rebounds je Einsatz.

### ZSKA Moskau
Anfang Juli 2019 wurde Voigtmann von der russischen Spitzenmannschaft ZSKA Moskau verpflichtet. Er erhielt einen Vertrag über zwei Jahre und wurde der erste deutsche Spieler in der Geschichte der Mannschaft. Er verließ die Mannschaft Anfang März 2022 kurz nach dem Beginn des russischen Überfalls auf die Ukraine, der Vertrag zwischen ZSKA und Voigtmann blieb zunächst bestehen.

### Olimpia Mailand
Anfang September 2022 wechselte Voigtmann zur Saison 2022/23 zum italienischen Club Olimpia Mailand. Er wurde mit den Mailändern 2023 und 2024 italienischer Meister.

### FC Bayern München
Mitte August 2024 gab der FC Bayern München die Verpflichtung des Thüringers bekannt. Voigtmann war Ende Juni 2025 entscheidend am Gewinn der deutschen Meisterschaft beteiligt, als er in der Schlussphase des letzten Finalspiels gegen Ulm zwei Dreipunktewürfe traf.

## Nationalmannschaft
2011 und 2012 nahm er mit der deutschen U20-Nationalmannschaft jeweils an der Europameisterschaft dieser Altersklasse teil. Im Sommer 2013 belegte er mit der deutschen A2-Nationalmannschaft den zwölften Rang bei den Weltspielen der Studenten in Kasan. Im Jahr 2014 wurde Voigtmann erstmals in die deutsche Basketballnationalmannschaft berufen. 2015 und 2017 gehörte er zum deutschen EM-Aufgebot, 2019 zum deutschen WM-Aufgebot. Bei der Weltmeisterschaft in China im Sommer 2019 war der Thüringer mit 11,4 Punkten je Begegnung zweitbester Korbschütze der deutschen Mannschaft. Er fuhr 2021 mit Deutschland zu den mit Verspätung ausgetragenen Olympischen Sommerspielen 2020 und war bei dem Turnier in vier Spielen (8,8 Punkte, 8 Rebounds/Spiel) im Einsatz.
Im September 2022 erreichte er mit Deutschland bei der Europameisterschaft 2022 den dritten Platz. Voigtmann war mit 6,7 Rebounds je Begegnung bester Deutscher in dieser Wertung und erzielte ebenfalls durchschnittlich 5,8 Punkte je EM-Spiel.
Bei der in Indonesien, Japan und den Philippinen ausgerichteten Weltmeisterschaft 2023 erreichte Voigtmann mit der Nationalmannschaft ungeschlagen das Endspiel. Im Viertelfinale bezwang man Lettland (81:79), ehe die Mannschaft von Bundestrainer Gordon Herbert in einem geschichtsträchtigen Spiel in Manila (nie zuvor waren so viele Punkte in einem WM-Halbfinale gefallen) die Vereinigten Staaten mit 113:111 bezwangen und in das Endspiel einzogen. Das war der deutschen Nationalmannschaft bei einer WM zuvor noch nie gelungen. Zusammen mit Daniel Theis hatte Voigtmann in dem Halbfinale die meisten Rebounds (sieben) auf deutscher Seite. Zum Endspielerfolg (83:77 gegen Serbien), durch den Deutschland Weltmeister wurde, trug Voigtmann 12 Punkte und acht Rebounds bei.
2024 erreichte Voigtmann mit der deutschen Mannschaft bei den Olympischen Spielen in Paris das Halbfinale.

## Erfolge und Auszeichnungen
- Bester deutscher Nachwuchsspieler: 2015
- BBL Most Improved Player: 2015
- Sieger des FIBA Europe Cups: 2016
- BBL All-Second-Team: 2016
- Bronze bei der Europameisterschaft 2022
- Italienischer Meister 2023, 2024
- Weltmeister 2023
- Deutscher Meister 2025